# Hypericum gyropodioides
Hypericum gyropodioides är en johannesörtsväxtart som beskrevs av José Jéronimo Triana och Planch.. Hypericum gyropodioides ingår i släktet johannesörter, och familjen johannesörtsväxter. Inga underarter finns listade i Catalogue of Life.